# Planjava
Planjava – szczyt w Alpach Kamnickich, w Słowenii. Północna strona szczytu to 1000 m stroma ściana, południowa jest równie imponująca chociaż nie tak stroma i bardziej urozmaicona. Ma tutaj źródła Kamniska Bistrica.